# Radikálová adice
Radikálová adice je chemická reakce typu adice. Má řetězový charakter, kdy se na násobnou vazbu reaktantu vážou radikály vytvořené fyzikálními (ultrafialové záření) nebo chemickými (například peroxidy) katalyzátory. K nejvýznamnějším radikálovým adicím patří hydrogenace.